# 建平 (西汉)
建平（元年：前6年 - 末年：前3年），西汉时期汉哀帝刘欣的第一个年号，共计4年。
其中，建平二年（前5年）六月改元太初元将，同年八月又改回建平二年。

## 结束时间
《汉书》建平年号止于四年，辛德勇推测用至建平五年十二月至闰十二月之间。

## 纪年

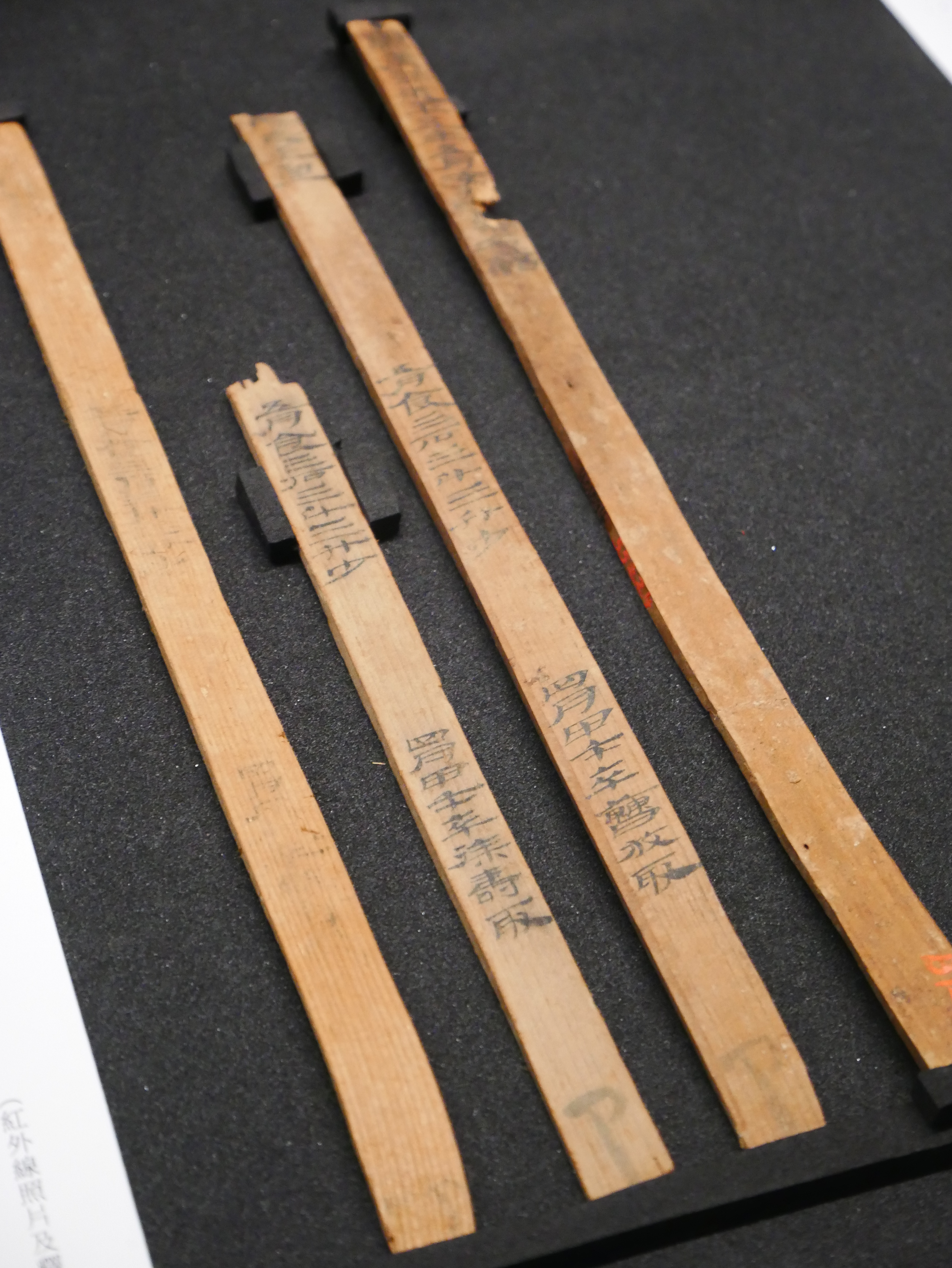
孝哀皇帝建平五年五月官吏卒廩名籍

| 建平 | 元年  | 二年  | 三年  | 四年  | 五年  |
| ---- | ----- | ----- | ----- | ----- | ----- |
| 公元 | 前6年 | 前5年 | 前4年 | 前3年 | 前2年 |
| 干支 | 乙卯  | 丙辰  | 丁巳  | 戊午  | 己未  |

## 参看
- 中國年號索引
- 其他时期使用的建平年号

| 前一年號： 绥和 | 西漢年號 建平 | 下一年號： 太初元将 |

| 前一年號： 太初元将 | 西漢年號 建平 | 下一年號： 元寿 |